# Biełousowo (rejon wytiegorski)
Biełousowo (ros. Белоусово) – osiedle w Rosji, w obwodzie wołogodzkim, w rejonie wytiegorskim. W 2010 liczyło 760 mieszkańców.